# Pardosa prolifica
Pardosa prolifica là một loài nhện trong họ Lycosidae.
Loài này thuộc chi Pardosa. Pardosa prolifica được Frederick Octavius Pickard-Cambridge miêu tả năm 1902.